# AC Sparta Praha 2013/2014
Tento článek se podrobně zabývá sestavou a zápasy týmu AC Sparta Praha v sezóně 2013/14.

## Úspěchy a důležité momenty
- Double (mistr Gambrinus ligy a vítěz Poháru České pošty)
- ligový rekord v celkovém zisku bodů
- ligový rekord v počtu vyhraných domácích zápasu v ročníku
- nejvyšší návštěvnost v lize
- nejlepší střelec ligy (Josef Hušbauer)

## Průběh sezony
Ještě před sezonou Spartu opustilo několik hráčů. Smlouva skončila Jiřímu Jarošíkovi, který tak opustil letenský celek. Ze Sparty odešel také Vlastimil Vidlička, který zamířil do Olomouce a také Léonard Kweuke, ten přestoupil do tureckého Rizesporu. Další čtyři hráči z prvního týmu byli posláni na hostování, konkrétně Jakub Podaný, Manuel Pamić, Martin Zeman a Bekim Balaj. Naopak do Sparty ze Slovanu Bratislava přišel Lukáš Pauschek a také Costa Nhamoinesu, ten dříve působil v polském Zagłębie Lubin. Do Sparty se také vrátil Kamil Vacek, který přišel na hostování z italské Verony.
Vstup do ligové sezony se Spartě povedl, když letenský celek vyhrál v Jihlavě 1–4, v Evropské lize ale Sparta vypadla hned ve 2. předkole, poté, co nestačila na švédský tým BK Häcken celkovým skóre 2–3. V průběhu prvních kol domácí soutěže kádr mužstva dále posiloval: do obrany přišel Tomáš Ujfaluši, zálohu posílili Bořek Dočkal z norského Rosenborgu a Lukáš Mareček z belgického Anderlechtu Brusel. Letnou naopak opustili Václav Kadlec, který posílil německý bundesligový Eintracht Frankfurt a Tomáš Zápotočný, jež se vrátil do Příbrami.
V podzimní části zůstal letenský celek v lize neporažený, doma navíc neztratil ani bod. Sparťané vedli tabulku o 5 bodů před druhou Viktorií Plzeň a o 14 bodů před třetími Teplicemi. Během zimní přestávky nastaly drobné změny v řadách obránců: do Bohemians Praha 1905 odešel na hostování Pauschek, který se nedokázal na Letné prosadit do základní sestavy, naopak na hostování s opcí přišel z Teplic Marek Krátký. Definitivní konec kariéry oznámil Ujfaluši, kterému problémy s kolenem dovolily odehrát za Spartu celkem pouze čtyři zápasy (dva přípravné a dva v poháru).

## Soupiska
| #  | Pozice | Hráč                            |
| -- | ------ | ------------------------------- |
| 1  | B      | Marek Čech                      |
| 4  | O      | Ondřej Švejdík                  |
| 5  | O      | Jakub Brabec                    |
| 6  | Z      | Lukáš Vácha (Zástupce kapitána) |
| 7  | Z      | Tomáš Přikryl                   |
| 8  | Z      | Marek Matějovský                |
| 9  | Z      | Bořek Dočkal                    |
| 11 | Z      | Lukáš Mareček                   |
| 13 | O      | Marek Krátký                    |
| 16 | O      | Pavel Kadeřábek                 |
| 17 | Z      | Kamil Vacek                     |
| 18 | Z      | Tiémoko Konaté                  |

| #  | Pozice | Hráč                   |
| -- | ------ | ---------------------- |
| 19 | O      | Matěj Hybš             |
| 20 | B      | Milan Švenger          |
| 21 | Ú      | David Lafata (Kapitán) |
| 22 | Z      | Josef Hušbauer         |
| 23 | Z      | Ladislav Krejčí        |
| 24 | B      | Rudolf Reiter          |
| 25 | O      | Mario Holek            |
| 26 | O      | Costa Nhamoinesu       |
| 27 | O      | Roman Polom            |
| 29 | Ú      | Roman Bednář           |
| 30 | Ú      | Lukáš Juliš            |
| 31 | B      | Tomáš Vaclík           |

## Zápasy sezony 2013/14

### Gambrinus liga

#### Podzimní část
| 1. kolo 21. července 2013 | FC Vysočina Jihlava | 1 – 4 | AC Sparta Praha                                           | Stadion v Jiráskově ulici, Jihlava |  |
| 17:30 SELČ Nova Sport, Fanda | Arnold Šimonek 43'  |       | 3', 11' David Lafata 32' Josef Hušbauer 56' Václav Kadlec | Diváci: 4 150 Rozhodčí: Královec   |  |
| Poznámky: Sestava: Vaclík - Kadeřábek, Švejdík, Holek, Costa - Vácha - Kadlec (85. Skalák), Hušbauer, Matějovský (76. Vacek), Krejčí - Lafata (82. Juliš) |                     |       |                                                           |                                    |  |

| 2. kolo 28. července 2013 | AC Sparta Praha                       | 2 – 1 | FK Baumit Jablonec | Generali Aréna, Praha            |  |
| 18:00 SELČ ČT sport | Václav Kadlec 29' Ladislav Krejčí 58' |       | 40' Michal Hubník  | Diváci: 5 102 Rozhodčí: Kocourek |  |
| Poznámky: Sestava: Vaclík - Kadeřábek, Švejdík, Holek, Costa - Vácha - Kadlec, Hušbauer (84. Skalák), Matějovský (68. Vacek), Krejčí (76. Přikryl) - Lafata |                                       |       |                    |                                  |  |

| 3. kolo 4. srpna 2013 | FC Zbrojovka Brno     | 1 – 3 | AC Sparta Praha                                       | Městský fotbalový stadion Srbská, Brno |  |
| 19:00 SELČ Nova Sport, Fanda | Miroslav Marković 73' |       | 39' Václav Kadlec 86' Josef Hušbauer 87' Roman Bednář | Diváci: 9 613 Rozhodčí: Bílek          |  |
| Poznámky: Sestava: Vaclík - Kadeřábek, Švejdík, Holek, Costa - Vácha - Kadlec (90. Skalák), Hušbauer, Matějovský (46. Vacek), Krejčí (83. Bednář) - Lafata |                       |       |                                                       |                                        |  |

| 4. kolo 10. srpna 2013 | AC Sparta Praha                   | 2 – 1 | Bohemians Praha 1905 | Generali Aréna, Praha         |  |
| 20:15 SELČ ČT sport | Roman Bednář 69' David Lafata 78' |       | 10' Jan Moravec      | Diváci: 9 072 Rozhodčí: Paták |  |
| Poznámky: Sestava: Vaclík - Kadeřábek, Švejdík, Holek, Costa - Vácha - Kadlec (89. Zápotočný), Hušbauer, Vacek (46. Bednář), Krejčí (82. Přikryl) - Lafata |                                   |       |                      |                               |  |

| 5. kolo 17. srpna 2013 | FC Viktoria Plzeň | 0 – 0 | AC Sparta Praha | Doosan Aréna, Plzeň              |  |
| 20:15 SELČ ČT sport |                   |       |                 | Diváci: 11 360 Rozhodčí: Příhoda |  |
| Poznámky: Sestava: Vaclík - Kadeřábek, Švejdík, Holek, Costa - Vácha - Kadlec, Hušbauer, Dočkal (71. Přikryl), Krejčí (88. Vacek) - Lafata (82. Bednář) |                   |       |                 |                                  |  |

| 6. kolo 23. srpna 2013 | AC Sparta Praha                                           | 4 – 0 | 1. FK Příbram | Generali Aréna, Praha          |  |
| 20:15 SELČ Nova Sport, Fanda | Josef Hušbauer 10' David Lafata 75' Roman Bednář 84', 88' |       |               | Diváci: 7 121 Rozhodčí: Hrubeš |  |
| Poznámky: Sestava: Vaclík - Kadeřábek, Švejdík, Holek, Costa - Vácha - Přikryl (76. Bednář), Dočkal (85. Konaté), Hušbauer, Krejčí (63. Vacek) - Lafata |                                                           |       |               |                                |  |

| 7. kolo 31. srpna 2013 | AC Sparta Praha                                                 | 4 – 1 | FC Baník Ostrava           | Generali Aréna, Praha           |  |
| 20:15 SELČ ČT Sport | Josef Hušbauer 37', 66' Costa Nhamoinesu 64' Tiémoko Konaté 90' |       | 26' (vl.) Costa Nhamoinesu | Diváci: 9 855 Rozhodčí: Zelinka |  |
| Poznámky: Sestava: Vaclík - Kadeřábek, Brabec, Holek, Costa - Vácha - Dočkal (87. Přikryl), Hušbauer, Krejčí (76. Konaté)- Bednář (81. Vacek), Lafata |                                                                 |       |                            |                                 |  |

| 8. kolo 16. září 2013 | 1. SC Znojmo | 0 – 2 | AC Sparta Praha                  | Městský fotbalový stadion Srbská, Brno |  |
| 18:00 SELČ ČT Sport |              |       | 4' David Lafata 15' Jakub Brabec | Diváci: 2 580 Rozhodčí: Ardeleánu      |  |
| Poznámky: Sestava: Vaclík - Kadeřábek, Brabec, Holek, Costa - Vácha - Dočkal, Hušbauer (85. Přikryl), Vacek (66. Mareček), Krejčí (75. Bednář) - Lafata |              |       |                                  |                                        |  |

| 9. kolo 20. září 2013 | AC Sparta Praha                                                         | 4 – 1 | 1. FC Slovácko  | Generali Aréna, Praha        |  |
| 20:30 SELČ Nova Sport, Fanda | Josef Hušbauer 5' Ladislav Krejčí 14' Jakub Brabec 81' Roman Bednář 87' |       | 51' Milan Kerbr | Diváci: 6 612 Rozhodčí: Jech |  |
| Poznámky: Sestava: Vaclík - Kadeřábek, Brabec, Holek, Costa - Vácha - Dočkal (80. Matějovský), Hušbauer, Vacek (86. Konaté), Krejčí - Lafata (83. Bednář) |                                                                         |       |                 |                              |  |

| 10. kolo 28. září 2013 | SK Slavia Praha | 0 – 2 | AC Sparta Praha                        | Eden Aréna, Praha                |  |
| 20:15 SELČ ČT Sport | Karol Kisel 90' |       | 62' Lukáš Vácha 90' (vl.) Milan Bortel | Diváci: 15 884 Rozhodčí: Kovařík |  |
| Poznámky: Sestava: Vaclík - Kadeřábek, Brabec, Holek, Costa - Vácha - Dočkal, Hušbauer, Vacek (69. Matějovský), Krejčí (86. Konaté) - Lafata (77. Bednář) |                 |       |                                        |                                  |  |

| 11. kolo 20. října 2013 | AC Sparta Praha                                         | 3 – 0 | FK Dukla Praha | Generali Aréna, Praha           |  |
| 19:00 SELČ Nova sport, Fanda | Bořek Dočkal 32' Josef Hušbauer 50' Ladislav Krejčí 58' |       |                | Diváci: 7 792 Rozhodčí: Příhoda |  |
| Poznámky: Sestava: Vaclík - Kadeřábek, Brabec, Holek, Costa - Vácha - Dočkal (82. Přikryl), Hušbauer, Matějovský (79. Mareček), Krejčí - Lafata (67. Bednář) |                                                         |       |                |                                 |  |

| 12. kolo 28. října 2013 | FC Slovan Liberec | 1 – 1 | AC Sparta Praha  | Stadion U Nisy, Liberec         |  |
| 18:00 SELČ ČT Sport | Jiří Fleišman 58' |       | 88' David Lafata | Diváci: 9 000 Rozhodčí: Zelinka |  |
| Poznámky: Sestava: Vaclík - Kadeřábek, Brabec, Švejdík, Costa - Vácha - Dočkal, Hušbauer (64. Bednář), Matějovský (78. Konaté), Krejčí - Lafata |                   |       |                  |                                 |  |

| 13. kolo 2. listopadu 2013 | AC Sparta Praha                       | 2 – 0 | FK Teplice | Generali Aréna, Praha          |  |
| 20:15 SEČ ČT Sport | Jakub Brabec 45' Costa Nhamoinesu 81' |       |            | Diváci: 16 521 Rozhodčí: Paták |  |
| Poznámky: Sestava: Vaclík - Kadeřábek, Brabec, Holek, Costa - Vácha - Přikryl (64. Matějovský), Dočkal (84. Konaté), Hušbauer, Krejčí - Lafata (79. Bednář) |                                       |       |            |                                |  |

| 14. kolo 10. listopadu 2013                                                                                                   | SK Sigma Olomouc   | 1 – 1 | AC Sparta Praha    | Andrův stadion, Olomouc         |  |
| 19:00 SEČ Nova sport, Fanda                                                                                                   | Martin Doležal 10' |       | 39' Josef Hušbauer | Diváci: 7 588 Rozhodčí: Kovařík |  |
| Poznámky: Sestava: Vaclík - Kadeřábek, Brabec, Holek, Costa - Vácha - Dočkal (70. Bednář), Hušbauer, Mareček, Krejčí - Lafata |                    |       |                    |                                 |  |

| 15. kolo 23. listopadu 2013 | AC Sparta Praha                                                              | 4 – 1 | FK Mladá Boleslav   | Generali Aréna, Praha             |  |
| 18:00 SEČ ČT Sport | Ladislav Krejčí 42' Costa Nhamoinesu 59' Josef Hušbauer 66' Roman Bednář 90' |       | 26' Ondřej Zahustel | Diváci: 15 102 Rozhodčí: Královec |  |
| Poznámky: Sestava: Vaclík - Kadeřábek, Brabec, Holek, Costa - Vácha - Dočkal, Hušbauer (78. Matějovský), Mareček, Krejčí (89. Přikryl) - Lafata (74. Bednář) |                                                                              |       |                     |                                   |  |

| 16. kolo 24. února 2014 | FK Baumit Jablonec                                 | 2 – 3 | AC Sparta Praha                                          | Chance Arena, Jablonec nad Nisou |  |
| 20:15 SEČ ČT Sport | Vojtěch Kubista 15' Ondřej Vaněk 25' Vít Beneš 85' |       | 4' David Lafata 58' Ladislav Krejčí 78' Marek Matějovský | Diváci: 3 553 Rozhodčí: Příhoda  |  |
| Poznámky: Sestava: Vaclík - Kadeřábek, Brabec, Holek, Costa - Vácha - Dočkal , Hušbauer (77. Matějovský), Mareček (57. Bednář), Krejčí (89. Přikryl) - Lafata |                                                    |       |                                                          |                                  |  |

#### Jarní část
| 17. kolo 24. února 2014 | AC Sparta Praha                                         | 4 – 0 | FC Zbrojovka Brno | Generali Aréna, Praha         |  |
| 18:00 SEČ ČT Sport | David Lafata 31,52' Pavel Kadeřábek 17' Kamil Vacek 90' |       |                   | Diváci: 7 532 Rozhodčí: Jílek |  |
| Poznámky: Sestava: Vaclík - Kadeřábek, Brabec, Holek, Costa - Mareček - Dočkal, Hušbauer, Matějovský (68. Bednář), Krejčí (19. Přikryl) - Lafata (82. Vacek) |                                                         |       |                   |                               |  |

| 18. kolo 1. března 2014 | Bohemians Praha 1905  | 1 – 2 | AC Sparta Praha                     | Ďolíček, Praha                  |  |
| 20:15 SEČ ČT Sport | Mario Holek (vl.) 29' |       | 25' Josef Hušbauer 73' David Lafata | Diváci: 5 000 Rozhodčí: Kovařík |  |
| Poznámky: Sestava: Vaclík - Kadeřábek, Brabec, Holek (55. Švejdík), Costa - Vácha - Přikryl (89. Vacek), Mareček (64. Bednář), Matějovský, Hušbauer - Lafata |                       |       |                                     |                                 |  |

| 19. kolo 9. března 2014 | AC Sparta Praha  | 1 – 0 | FC Viktoria Plzeň                 | Generali Aréna, Praha         |  |
| 20:00 SEČ ČT Sport | Tomáš Přikryl 8' |       | 48' Tomáš Hořava 84' Michal Ďuriš | Diváci: 18 712 Rozhodčí: Jech |  |
| Poznámky: Sestava: Vaclík - Kadeřábek, Brabec, Holek, Costa - Vácha - Dočkal, Hušbauer (89. Mareček), Matějovský (68. Bednář), Přikryl (90. Vacek) - Lafata (76. Bednář) |                  |       |                                   |                               |  |

| 20. kolo 15. března 2014 | 1. FK Příbram | 0 – 1 | AC Sparta Praha           | Na Litavce, Příbram             |  |
| |               |       | 80' (z pen.) David Lafata | Diváci: 6 267 Rozhodčí: Nenadál |  |
| Poznámky: Sestava: Vaclík - Kadeřábek, Brabec, Holek, Costa - Dočkal (87. Vacek), Mareček (66. Konaté), Vácha, Matějovský (78. Juliš), Hušbauer - Lafata |               |       |                           |                                 |  |

| 21. kolo 22. března 2014 | FC Baník Ostrava | 1 – 1 | AC Sparta Praha | Bazaly, Ostrava                 |  |
| | Dávid Škutka 51' |       | 78' Lukáš Juliš | Diváci: 14 130 Rozhodčí: Hrubeš |  |
| Poznámky: Sestava: Vaclík - Kadeřábek, Brabec, Holek, Costa - Dočkal (60. Konaté), Krejčí, Vácha, Matějovský (70. Juliš), Hušbauer - Lafata (84. Vacek) |                  |       |                 |                                 |  |

| 22. kolo 30. března 2014 | AC Sparta Praha                                         | 3 – 0 | 1. SC Znojmo | Generali Aréna, Praha          |  |
| | David Lafata 45' Pavel Kadeřábek 54' Josef Hušbauer 75' |       |              | Diváci: 7 661 Rozhodčí: Franěk |  |
| Poznámky: Sestava: Vaclík - Kadeřábek, Brabec, Holek, Costa - Vácha (72. Mareček) - Dočkal, Matějovský, Hušbauer, Krejčí (78. Konaté) - Lafata (83. Juliš) |                                                         |       |              |                                |  |

| 23. kolo 6. dubna 2014 | 1. FC Slovácko | 0 – 1 | AC Sparta Praha     | Městský fotbalový stadion Miroslava Valenty, Uherské Hradiště |  |
| |                |       | 58' Ladislav Krejčí | Diváci: 7 127 Rozhodčí: Jech                                  |  |
| Poznámky: Sestava: Vaclík - Kadeřábek, Švejdík, Holek, Costa - Dočkal (90. Brabec), Krejčí (89. Konaté), Vácha, Mareček, Hušbaue (79. Přkryl[zdroj?]) - Lafata |                |       |                     |                                                               |  |

| 24. kolo 12. dubna 2014 | AC Sparta Praha                                     | 3 – 0 | SK Slavia Praha | Generali Aréna, Praha          |  |
| | David Lafata 29' Josef Hušbauer 53'Bořek Dočkal 77' |       |                 | Diváci: 19 089 Rozhodčí: Jílek |  |
| Poznámky: Sestava: Vaclík - Kadeřábek, Švejdík, Holek, Costa - Vácha - Dočkal, Hušbauer, Matějovský (72. Mareček), Krejčí (82. Přikryl) - Lafata (87. Juliš) |                                                     |       |                 |                                |  |

| 25. kolo 20. dubna 2014 | FC Dukla Praha     | 1 – 3 | AC Sparta Praha                            | Na Julisce, Praha               |  |
| | Zbyněk Pospěch 76' |       | 4' Pavel Kadeřábek 18', 70' Josef Hušbauer | Diváci: 6 872 Rozhodčí: Nenadál |  |
| Poznámky: Sestava: Vaclík - Kadeřábek, Švejdík, Holek, Hybš - Dočkal (75. Přikryl), Krejčí, Vácha, Hušbauer (80. Vacek), Matějovský - Lafata (87. Bednář) |                    |       |                                            |                                 |  |

| 26. kolo 26. dubna 2014 | AC Sparta Praha                                                         | 4 – 1 | FC Slovan Liberec | Generali Aréna, Praha          |  |
| | Mario Holek 20' Ladislav Krejčí 49' Ondřej Švejdík 59' David Lafata 72' |       | 55' Isaac Sackey  | Diváci: 12 332 Rozhodčí: Paták |  |
| Poznámky: Sestava: Vaclík - Kadeřábek, Švejdík, Holek, Hybš - Vácha - Dočkal, Hušbauer (80. Vacek), Matějovský (63. Mareček), Krejčí - Lafata (75. Bednář) |                                                                         |       |                   |                                |  |

| 27. kolo 3. května 2014 | FK Teplice                                                              | 3 – 1 | AC Sparta Praha    | Na Stínadlech, Teplice            |  |
| | Franci Litsingi 8' Nivaldo Alves Freitas Santos 34' David Jablonský 40' |       | 45' Josef Hušbauer | Diváci: 13 056 Rozhodčí: Královec |  |
| Poznámky: Sestava: Vaclík - Kadeřábek, Švejdík, Holek, Hybš (60. Přikryl) - Dočkal, Krejčí, Vácha, Hušbauer (64. Schick), Vacek (60. Bednář) - Lafata |                                                                         |       |                    |                                   |  |

| 28. kolo 11. května 2014 | AC Sparta Praha                                                              | 5 – 0 | SK Sigma Olomouc | Generali Aréna, Praha           |  |
| | Mario Holek 28' Josef Hušbauer 43', 48' David Lafata 59' Pavel Kadeřábek 75' |       |                  | Diváci: 10 864 Rozhodčí: Hrubeš |  |
| Poznámky: Sestava: Vaclík - Kadeřábek, Švejdík, Holek, Hybš - Vácha - Dočkal, Hušbauer, Matějovský (81. Schick), Krejčí (77. Přikryl) - Lafata (65. Bednář) |                                                                              |       |                  |                                 |  |

| 29. kolo 25. května 2014 | FK Mladá Boleslav | 0 – 4 | AC Sparta Praha                                                               | Mladá Boleslav                 |  |
| |                   |       | 15' (vl.) Lukáš Vraštil 48' Josef Hušbauer 55' Tomáš Přikryl 88' Roman Bednář | Diváci: 4 949 Rozhodčí: Proske |  |
| Poznámky: Sestava: Vaclík - Kadeřábek, Brabec, Holek, Hybš (82. Vacek) - Přikryl, Krejčí, Matějovský (74. Dočkal), Hušbauer, Konaté - Lafata (77. Bednář) |                   |       |                                                                               |                                |  |

| 30. kolo 31. května 2014 | AC Sparta Praha                                                          | 4 – 1 | FC Vysočina Jihlava | Generali Aréna, Praha          |  |
| | Lukáš Vácha 18' Ladislav Krejčí 21' David Lafata 24' Pavel Kadeřábek 59' |       | 41' Marek Jungr     | Diváci: 16 740 Rozhodčí: Mikel |  |
| Poznámky: Sestava: Vaclík - Kadeřábek, Švejdík, Holek, Hybš - Vácha (71. Mareček) - Dočkal (75. Bednář), Matějovský, Konaté, Krejčí (79. Přikryl) - Lafata |                                                                          |       |                     |                                |  |

### Pohár České pošty

#### 3. kolo
| 1/16 24. září 2013 | FC Fastav Zlín | 0 – 1 | AC Sparta Praha     | Letná, Zlín                   |  |
| 18:00 SELČ |                |       | 45+1' Tomáš Přikryl | Diváci: 4 712 Rozhodčí: Marek |  |
| Poznámky: Sestava: Čech - Pauschek, Švejdík, Ujfaluši, Costa - Mareček - Přikryl (90. Dočkal), Matějovský, Vacek, Krejčí (88. Brabec) - Bednář (75. Lafata) |                |       |                     |                               |  |

#### Osmifinále
| První zápas 5. října 2013 | 1. SC Znojmo                          | 2 – 3 | AC Sparta Praha                                        | Stadion v Husových sadech, Znojmo |  |
| 15:30 SELČ | Nermin Crnkić 41' Radim Nepožitek 71' |       | 10' Tiémoko Konaté 75' Lukáš Mareček 80' Tomáš Přikryl | Diváci: 2 157 Rozhodčí: Jílek     |  |
| Poznámky: Sestava: Vaclík - Kadeřábek, Švejdík, Holek, Costa - Mareček - Přikryl, Dočkal (90. Vácha), Matějovský, Konaté (67. Krejčí) - Bednář (90. Lafata) |                                       |       |                                                        |                                   |  |

| Odveta 5. listopadu 2013 | AC Sparta Praha                 | 2 – 1 | 1. SC Znojmo         | Generali Aréna, Praha           |  |
| 18:00 SEČ | Kamil Vacek 7' Bořek Dočkal 40' |       | 23' Patrik Hrošovský | Diváci: 2 358 Rozhodčí: Příhoda |  |
| Poznámky: Sestava: Vaclík - Pauschek, Švejdík, Ujfaluši, Costa - Mareček - Dočkal (67. Krejčí), Vacek, Matějovský (70. Čermák), Konaté (80. Kadeřábek) - Bednář |                                 |       |                      |                                 |  |

#### Finále
| Finále 17. květen 2014 | FC Viktoria Plzeň | 1 - 1 7 - 8 na penalty | AC Sparta Praha       | Eden Aréna, Praha                         |  |  |
| 18:45 SELČ             | Řezník 74'        | Zpráva                 | Hušbauer 90+5' (pen.) | Diváci: 11 752 Rozhodčí: Miroslav Zelinka |  |  |
|                        |                   |                        |                       |                                           |  |  |

### Evropská liga UEFA

#### 2. předkolo
| První zápas 18. července 2013 | AC Sparta Praha       | 2 – 2 | BK Häcken                              | Generali Aréna, Praha           |  |
| 20:15 SELČ ČT sport | David Lafata 33', 66' |       | 69' Nasiru Mohammed 77' René Makondele | Diváci: 7 445 Rozhodčí: Estrada |  |
| Poznámky: Sestava: Vaclík – Kadeřábek, Polom, Holek, Pauschek (90. Costa) – Vácha - Kadlec, Hušbauer (66. Vacek), Matějovský, Přikryl (79. Skalák) - Lafata |                       |       |                                        |                                 |  |

| Odveta 25. července 2013 | BK Häcken           | 1 – 0 | AC Sparta Praha | Ullevi, Göteborg             |  |
| 17.00 SELČ | Martin Ericsson 69' |       |                 | Diváci: 2 618 Rozhodčí: Welz |  |
| Poznámky: Sestava: Vaclík - Kadeřábek (42. Pauschek, 67. Bednář), Švejdík, Holek, Costa - Vácha - Kadlec, Hušbauer, Matějovský, Krejčí (82. Přikryl)- Lafata |                     |       |                 |                              |  |